# Le Chambon-Feugerolles
Le Chambon-Feugerolles ist eine französische Gemeinde im Département Loire in der Region Auvergne-Rhône-Alpes. Sie gehört zum Arrondissement Saint-Étienne und zum Kanton Saint-Étienne-2. Die 12.307 Einwohner (Stand 1. Januar 2022) der Stadt bezeichnen sich als Chambonnaires.

## Geographie
Le Chambon-Feugerolles liegt etwa 60 Kilometer südwestlich von Lyon im Zentralmassiv. Der Ort liegt am Fluss Ondaine, einem kleinen Nebenfluss der oberen Loire. Die Gemeinde liegt am Rande des Regionalen Naturparks Pilat und ist mit diesem als Zugangsort assoziiert.

## Geschichte
Während des Mittelalters überragte die Burg von Feugerolles, die 1260 durch Hugues de Lavieu errichtet wurde, die Gegend. Schon bald wurde Le Chambon-Feugerolles ein Zentrum der Schmiedekunst. 1832 wurden die Gemeinden Le Chambon und Feugerolles zusammengelegt. 1843 entstand mit La Ricamarie eine eigenständige Gemeinde.

## Bevölkerungsentwicklung
| Jahr                       | 1962   | 1968   | 1975   | 1982   | 1990   | 1999   | 2010   | 2017   |
| Einwohner                  | 20.320 | 21.987 | 20.091 | 18.149 | 16.070 | 14.090 | 12.851 | 12.317 |
| Quellen: Cassini und INSEE |        |        |        |        |        |        |        |        |

## Verkehr
Durch die Stadt führt die Route nationale 88 nach Saint-Étienne, der Hauptstadt des Départements.

## Städtepartnerschaft
- Herzebrock-Clarholz, Nordrhein-Westfalen (seit April 1973)

## Persönlichkeiten
- Françoise de Nérestang (1591–1652), Zisterzienserin, Äbtissin und Klosterreformerin
- Benoît Frachon (1893–1975), Gewerkschafter